# Cynoglossus cadenati
Cynoglossus cadenati är en fiskart som beskrevs av Chabanaud, 1947. Cynoglossus cadenati ingår i släktet Cynoglossus och familjen Cynoglossidae. Inga underarter finns listade i Catalogue of Life.